# شهرستان ژوکوفسکی (استان کالوگا)
شهرستان ژوکوفسکی (به لاتین: Zhukovsky District) یک شهرستان در روسیه است که در استان کالوگا واقع شده‌است.